# Matalascañas
Matalascañas ou Torre de la Higuera é uma localidade costeira no município de Almonte, província de Huelva, na Andaluzia, Espanha. Está rodeada completamente pelo Parque nacional e natural de Doñana. A sua população varia muito entre o inverno e o verão, por ser zona de veraneio, sendo a praia mais próxima de Sevilha.

## História
As primeiras referências históricas datam da Idade do Bronze. Neste momento já havia comércio com os fenícios e gregos. Com a chegada dos romanos começou uma nova era económica dominada pela exportação de peixe salgado.
Os árabes também se estabeleceram nesta localidade, deixando vestígios importantes da sua cultura. No século XIII, na Reconquista cristã, tornou-se parte do senhorio de Pérez Guzmán, e no século XV passa a pertencer aos Duques de Medina Sidonia.
Ao passar na praia chama a atenção a grande ruína dentro de água da Torre de la Higuera, destruída no sismo de Lisboa de 1755. Era uma antiga torre de vigia do século XVI.